# Truman Capote

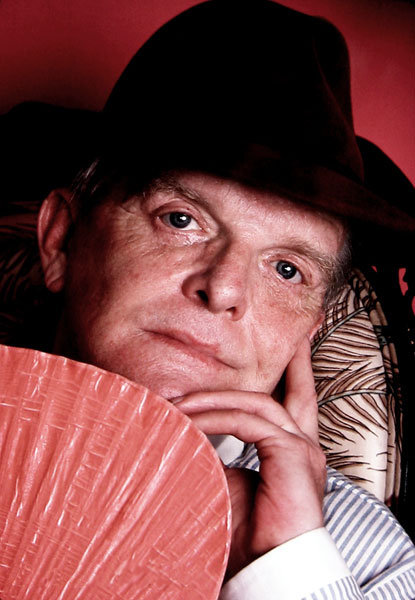
Truman Capote, 1980
Foto: Jack Mitchell

Truman Capote [ˈtruːmən kəˈpoʊti] (* 30. September 1924 als Truman Streckfus Persons in New Orleans; † 25. August 1984 in Los Angeles) war ein US-amerikanischer Schriftsteller, Drehbuchautor und gelegentlicher Schauspieler. Er wurde ab Mitte der 1940er-Jahre als Autor preisgekrönter Kurzgeschichten bekannt, außerdem durch Romane wie Andere Stimmen, andere Räume, Frühstück bei Tiffany und Die Grasharfe. Zu einem der bekanntesten Schriftsteller der USA stieg er durch den 1965 erschienenen Tatsachenroman Kaltblütig auf, der den New Journalism sowie spätere nichtfiktionale Romane maßgeblich beeinflusste.

## Leben

### Kindheit und Jugend

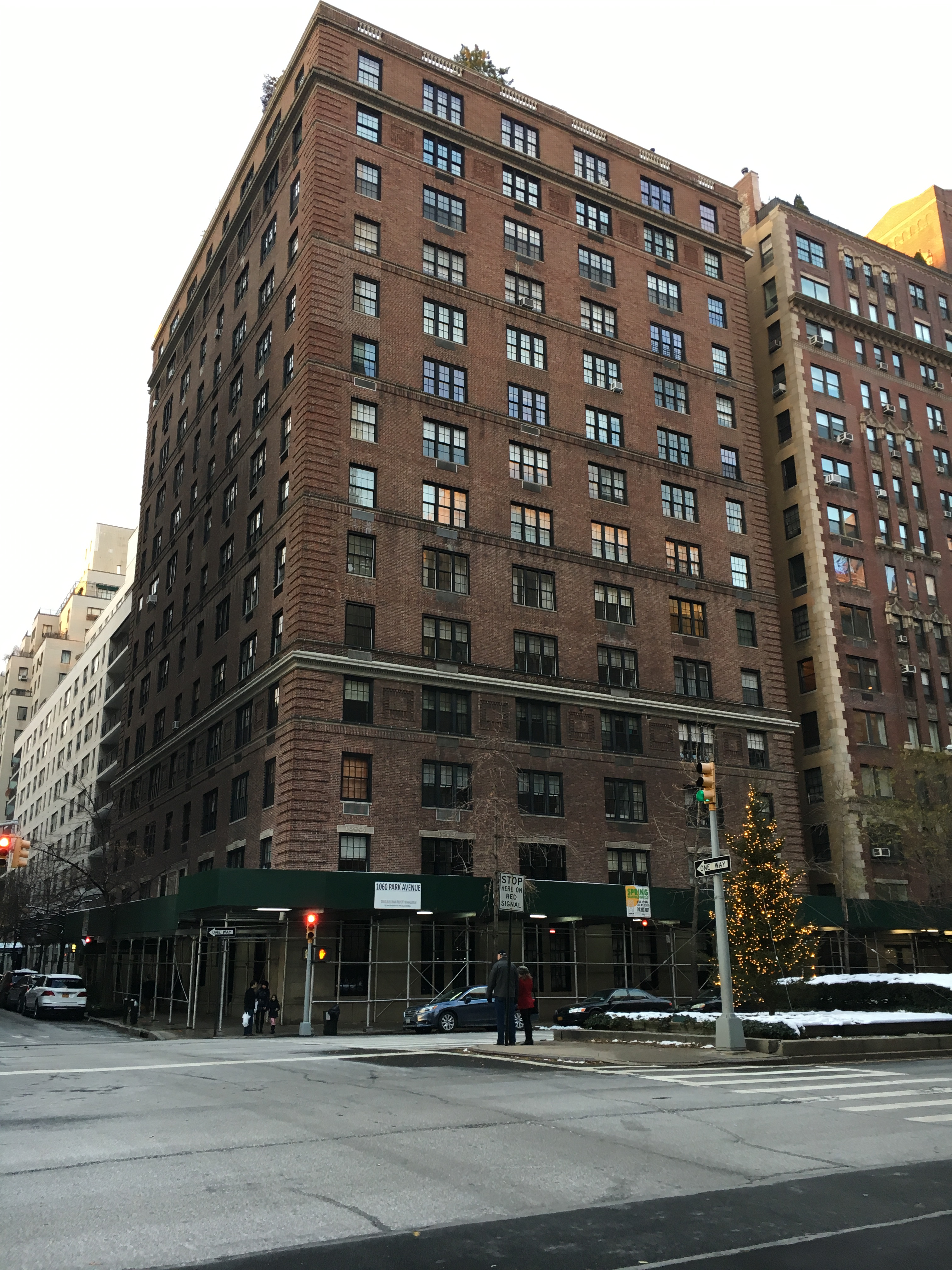
New York, 1060 Park Avenue, wo die Familie Capote von 1942 bis 1954 wohnte

Truman Capote wurde 1924 als Truman Streckfus Persons in New Orleans geboren. Seine Eltern waren Julian Archulus „Arch“ Persons (1897–1981) und Lillie Mae „Nina“ Faulk (1905–1954), deren unglückliche Ehe nach der von Trumans Mutter eingereichten Scheidung am 9. November 1931 endete. Er verbrachte ab 1930 den größten Teil seiner Kindheit bei Verwandten seiner Mutter in Monroeville, Alabama. Dort befreundete er sich mit dem Nachbarsmädchen Harper Lee, die eineinhalb Jahre jünger als Capote war und später ebenfalls eine weltbekannte Schriftstellerin wurde.
Nachdem seine Mutter den Kubaner José Garcia „Joseph“ Capote (1900–1982) geheiratet hatte, zog er im September 1932 zu seiner neuen Familie nach New York City und besuchte dort die Trinity School, eine renommierte Privatschule. Die Familie wohnte zunächst in einem gemieteten Haus in Brooklyn, ab Herbst 1933 in einer Wohnung am Riverside Drive in Manhattan. Am 14. Februar 1935 wurde er von seinem Stiefvater adoptiert und erhielt den Namen Truman Capote.
Im Juni 1939 übersiedelte die Familie in die Kleinstadt Greenwich (Connecticut), wo sie im Orchard Drive wohnten. Truman besuchte dort die Greenwich High School und befreundete sich mit der gleichaltrigen Phoebe Pierce. Im Januar 1940 druckte die Schülerzeitung The Green Witch erstmals eine seiner Geschichten, die den Titel Parting of the Way (Am Scheideweg) trug. 
Im Juni 1942 folgte die Rückkehr nach New York, wo er mit seiner Familie in die Upper East Side von Manhattan zog, in eine Wohnung in der Park Avenue, Ecke 87th Street. Er besuchte dort die Franklin School, entdeckte das Theater für sich und verschaffte sich durch seine Freundschaften mit Oona O’Neill und Gloria Vanderbilt Zugang zur High Society.
Ende 1942 fand er eine Anstellung als Redaktionsgehilfe beim renommierten Magazin The New Yorker und traf mit prominenten Literaten wie Harold Ross und James Thurber zusammen. Seine Hoffnung, dass die Zeitschrift eine seiner Geschichten publizierte, erfüllte sich jedoch nicht, so dass er im Herbst 1943 kündigte. 
Der literarische Durchbruch gelang ihm 1945, als verschiedene Zeitschriften seine Erzählungen veröffentlichten, darunter My Side of the Matter (Wie ich die Dinge sehe), Miriam, Tree of Night (Baum der Nacht) und Jug of Silver (Der silberne Krug). Das verdankte er insbesondere George Davis, dem Herausgeber der Zeitschriften Harper’s Bazaar und Mademoiselle.
Als wichtigster Nachwuchsautor seiner Generation gelobt, erhielt er 1946 für Miriam und 1948 für Shut a Final Door (Schließ die letzte Tür) den bedeutenden O.-Henry-Preis für englischsprachige Kurzgeschichten. 

### Zeit des Erfolgs

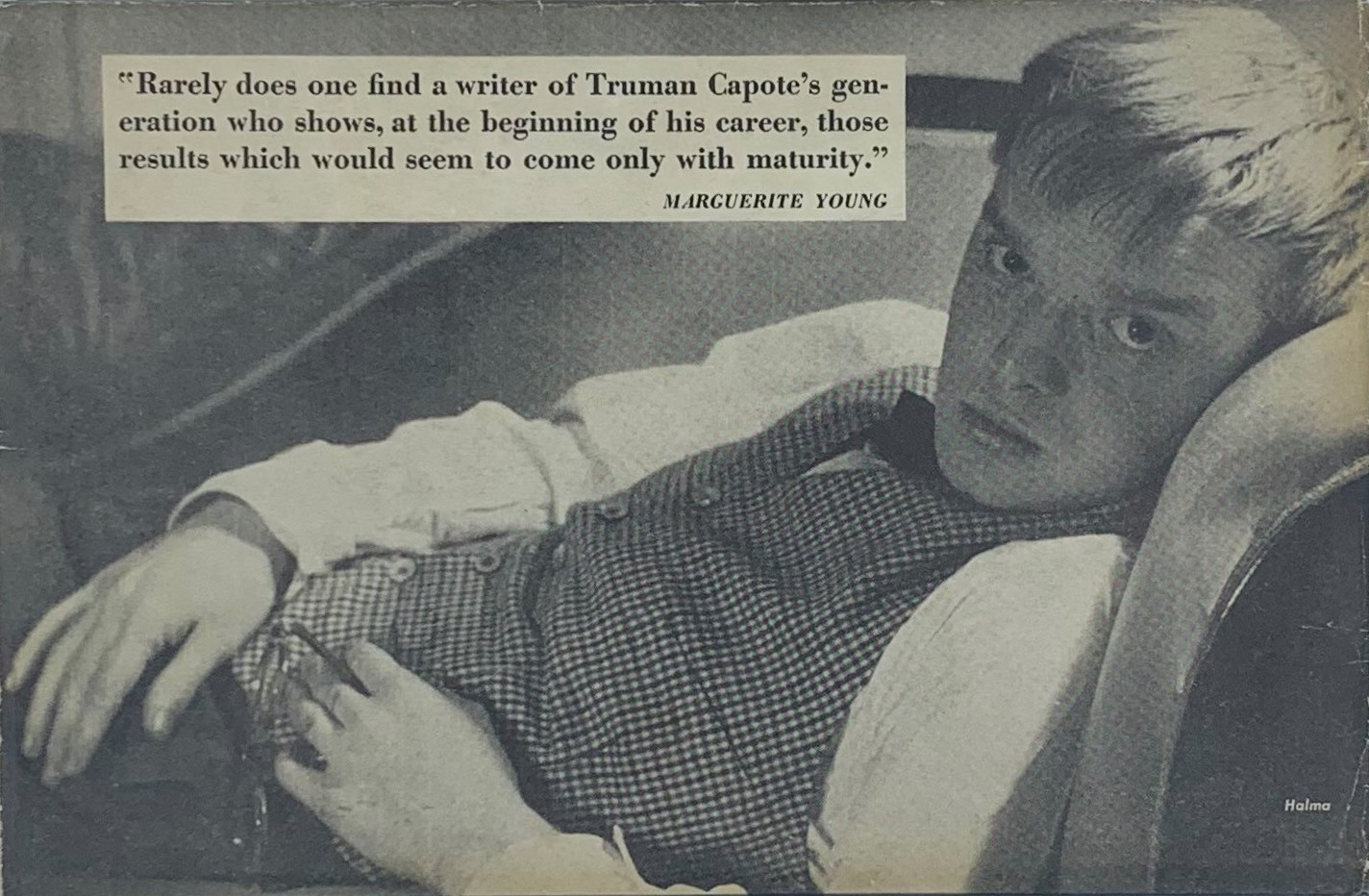
Truman Capote, 1948 (Harold Halma)

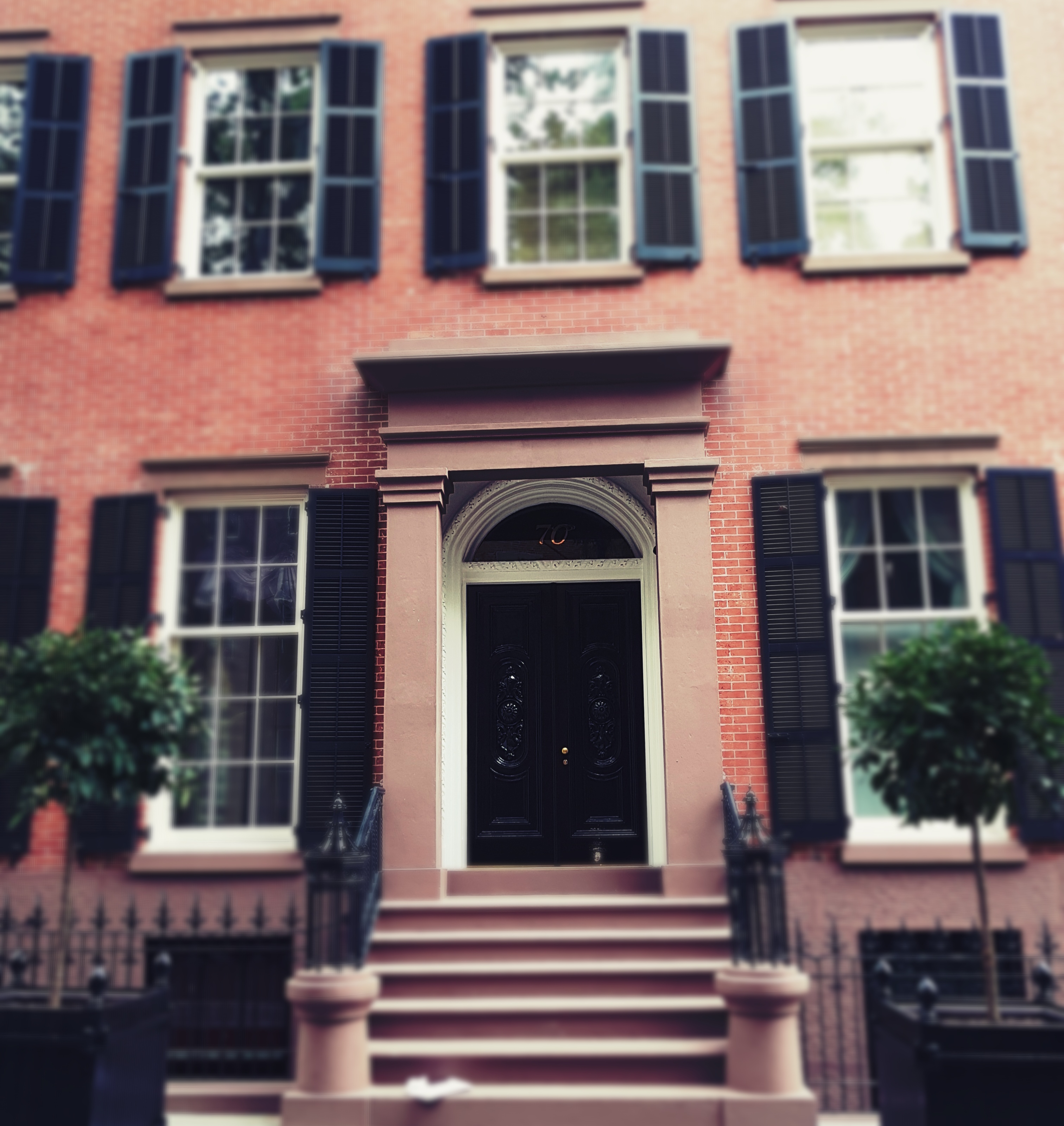
Brooklyn Heights, 70 Willow Street

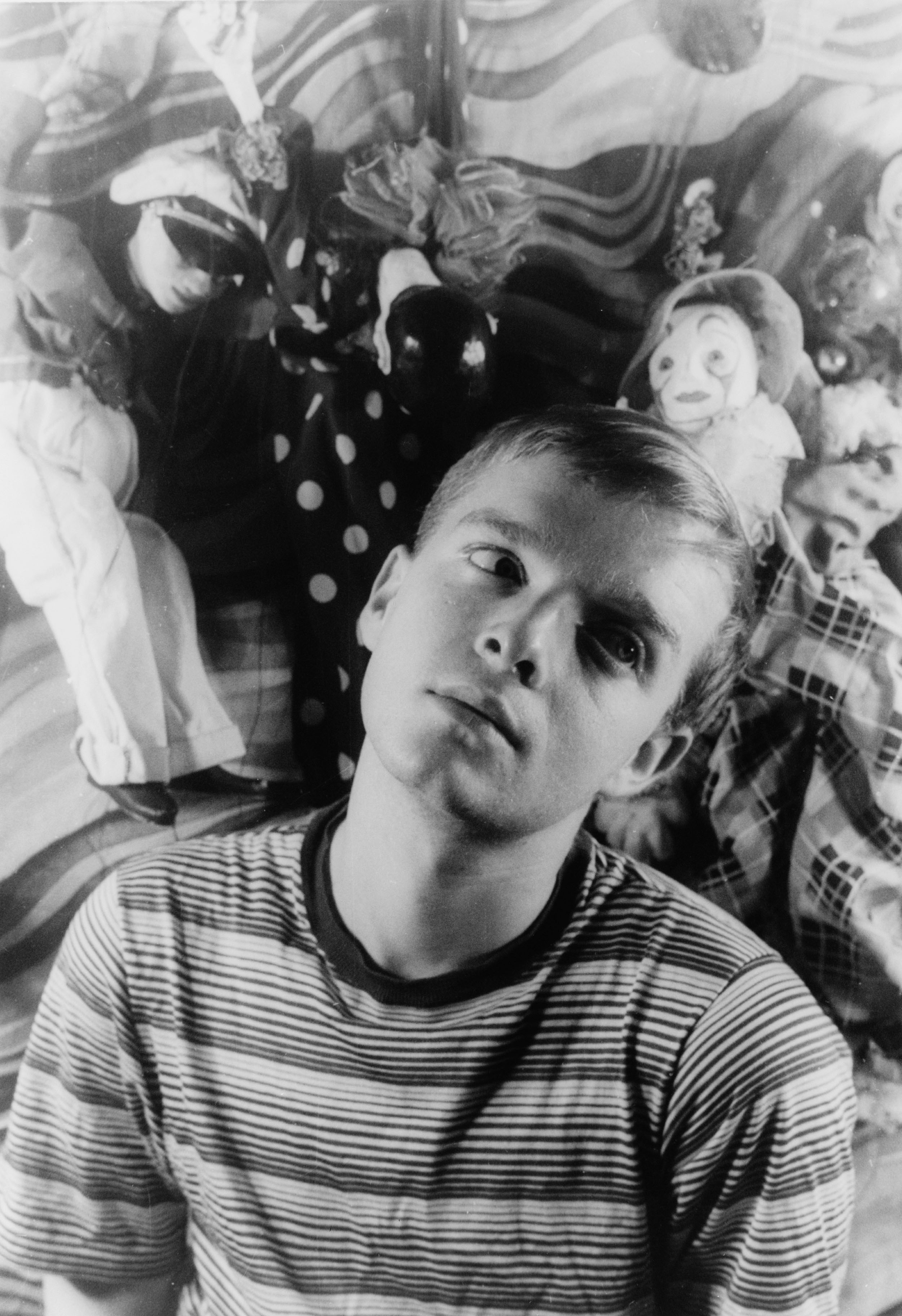
Truman Capote, 1948
Foto: Carl Van Vechten (aus der Van Vechten Collection der Library of Congress)

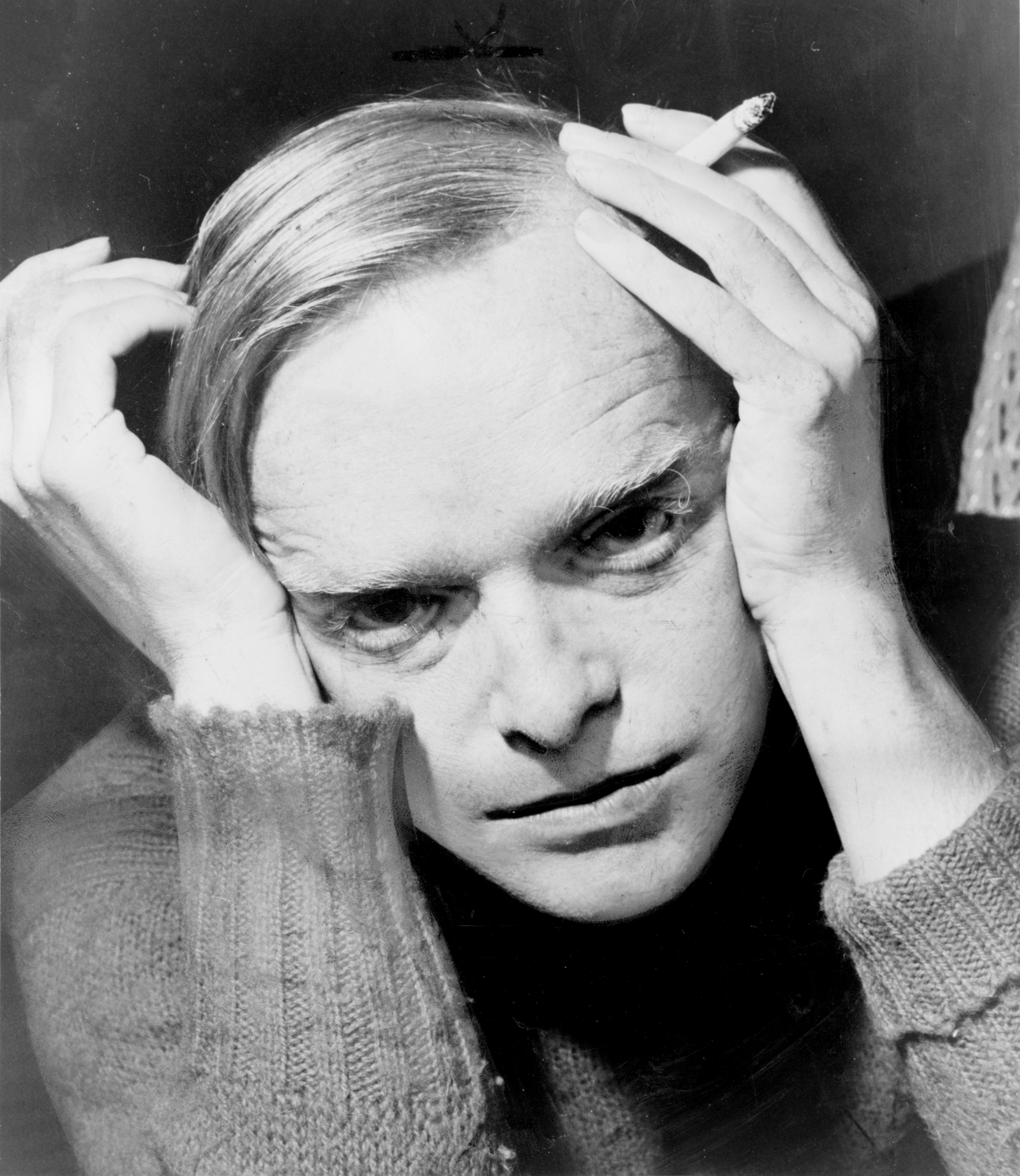
Truman Capote, 1959

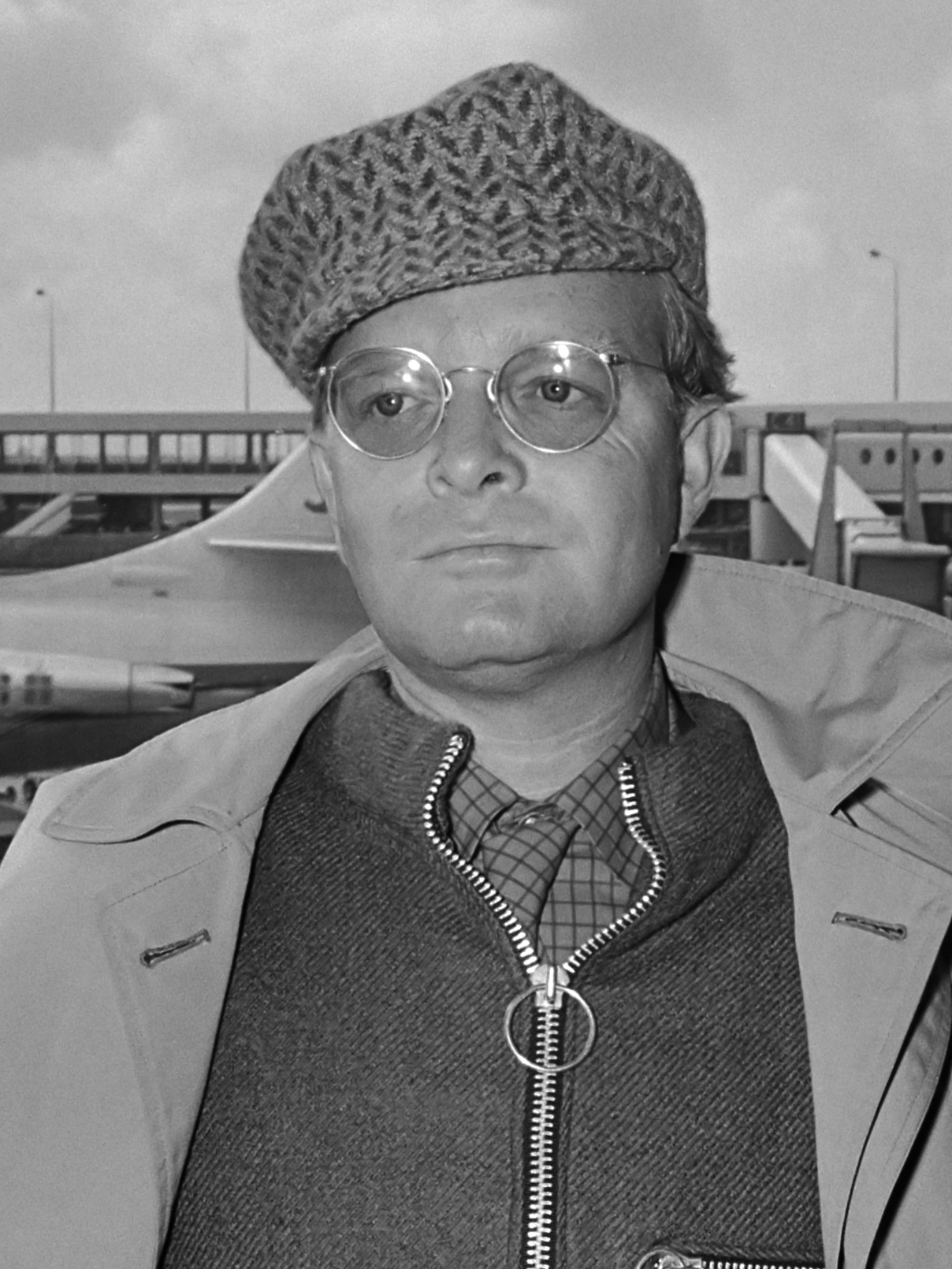
Truman Capote, 1968

Durch Vermittlung der Schriftstellerin Carson McCullers schloss er am 22. Oktober 1945 einen Vertrag mit dem renommierten Verlag Random House für seinen ersten Roman Other Voices, Other Rooms (Andere Stimmen, andere Räume). Der größte Teil des Buches entstand in der Künstlerkolonie Yaddo in Saratoga Springs, New York, wo er dank der Vermittlung von Carson McCullers elf Wochen ungestört arbeiten konnte – vom 1. Mai bis 17. Juli 1946. Dort begann er eine Affäre mit dem 24 Jahre älteren Literaturprofessor Newton Arvin, der in Yaddo an seiner Biographie über Herman Melville arbeitete. Andere Stimmen, andere Räume, das Romandebüt des gerade 23-jährigen Capote, wurde eine literarische Sensation, spaltete aber die Kritiker und wurde in den USA und Europa das meistdiskutierte Buch des Jahres 1948.
Zu dieser Zeit beendete der sich öffentlich zu seiner Homosexualität bekennende Capote seine Affäre mit Newton Arvin und verbrachte die folgenden drei Jahrzehnte mit dem Schriftsteller Jack Dunphy. Sein zweiter Roman The Grass Harp (Die Grasharfe) erntete schließlich das uneingeschränkte Lob der Kritiker, die Capotes Talent mit dem anderer Autoren aus den Südstaaten wie Carson McCullers und William Faulkner verglichen.
In den 1950er Jahren reiste Capote längere Zeit durch Europa. Während dieser Zeit versuchte er sich an literarischen Experimenten wie der Arbeit an Drehbüchern, Musicals und Reisebeschreibungen. Im Mai 1956 zog Capote nach Brooklyn Heights in das Haus des befreundeten Szenenbildners Oliver Smith, 70 Willow Street, wo er bis 1965 in der Souterrain-Wohnung lebte. Er gab dort extravagante Partys und schrieb einige seiner bekanntesten Werke. Die 1839 gebaute Villa verfügte über 18 Zimmer und elf Kamine und gilt heute als eines der teuersten Häuser der Stadt. 2019 wurde sie für etwa 18 Millionen Dollar verkauft.
Nach seinem weltweiten Erfolg mit Breakfast at Tiffany’s (Frühstück bei Tiffany) reiste er Mitte November 1959 mit seiner Jugendfreundin Harper Lee in die Kleinstadt Holcomb in Kansas, um für einen Tatsachenbericht über die Morde an dem Farmer Herbert W. Clutter und seiner Familie zu recherchieren. Dieser Fall beschäftigte ihn über sechs Jahre; aus dem Stoff schuf er In Cold Blood (Kaltblütig), einen der bekanntesten Tatsachenromane, der dem Reportagestil des New Journalism zugeordnet wird. 
1965 kaufte Capote ein großes Appartement in Turtle Bay, einem Stadtteil von Manhattan, im 22. Stockwerk des Hochhauses 870 United Nations Plaza, Ecke First Avenue und 49th Street, wo er den Rest seines Lebens verbrachte. Einige Etagen über ihm wohnte der bekannte Talkshow-Moderator Johnny Carson, dessen Frau Joanna eine enge Vertraute des Schriftstellers wurde. Kaltblütig wurde 1966 zu einem Bestseller und löste eine Medienlawine aus. Das gipfelte zu Beginn des Vietnam-Kriegs in einer von Capote in New York ausgerichteten Mega-Party, dem legendären Black and White Ball im Plaza Hotel, zu dem er am 28. November 1966 die 500 berühmtesten Persönlichkeiten der USA einlud.

### Krisen
In kreativer Hinsicht war der 42-jährige Capote nach der Arbeit an diesem Buch erschöpft. Er tourte 1972 mit den Rolling Stones durch die USA und begann im Auftrag von Jann Wenner mit einer nie beendeten Reportage bzw. einem Roman (Erhörte Gebete) über die Band, arbeitete erfolglos an Drehbüchern, wurde alkohol- und drogenabhängig und hatte zahlreiche Affären. Er erlitt Nervenzusammenbrüche und musste mehrfach ins Gefängnis.
Nachdem er acht Jahre lang keine Prosa veröffentlicht hatte, erschien 1975 das erste Kapitel seines schon länger angekündigten, groß angelegten Sittenpamphlets Answered Prayers (Erhörte Gebete) im Esquire-Magazin. In den Auszügen des geplanten Schlüsselromans enthüllte er persönlichste Geheimnisse der High Society, zu der er als geschätzter Exzentriker 25 Jahre lang unbeschränkten Zugang gehabt hatte, was mit zum Suizid der darin porträtierten Millionärswitwe Ann Woodward führte. Die gezielten Indiskretionen führten zum Bruch jahrzehntelanger Freundschaften und zu Capotes gesellschaftlicher Ächtung.
Er versank in Depressionen, feierte Partys im Studio 54 und nahm Drogen. Nach mehreren Klinikaufenthalten begann er mit 55 Jahren wieder mit dem Schreiben und veröffentlichte 1980 den Erzählband Music for Chameleons (Musik für Chamäleons). Die durch die Drogen- und Tablettensucht verursachten Halluzinationen verfolgten ihn während seiner letzten Lebensjahre, die er über längere Zeiträume hinweg in Krankenhäusern und Sanatorien verbrachte.

### Tod
Im Juli 1984 flog er von New York nach Los Angeles, um seine langjährige Vertraute Joanne Carson zu besuchen. Er wohnte dort in deren Villa im Stadtteil Bel Air am Sunset Boulevard, wo er im August 1984 im Alter von 59 Jahren starb. Die Todesursache lautete: „Leberschaden mit Komplikationen durch Venenentzündung und Einnahme mehrerer Drogen“. Er wurde eingeäschert.

### Nachleben
1987 erschien das Fragment Answered Prayers und 1988 schließlich eine von ihm selbst autorisierte Biografie von Gerald Clarke. Ende 2004 wurde in einem alten Pappkarton bei Sotheby’s in New York ein vollständiges Manuskript abgegeben: Summer Crossing – Sommerdiebe. Es war Capotes erster Roman, den er 1943, mit 19 Jahren, zu schreiben begonnen hatte. Er handelt von der Geschichte der 17-jährigen Grady, schön, reich und widerspenstig, ein Geschöpf der Upper East Side. Es beschreibt ein Mädchen mit der Klasse und dem Eigensinn jener Gefährtinnen, mit denen sich der junge Capote selbst gerne umgab – Gloria Vanderbilt beispielsweise oder Oona O’Neill, Tochter des berühmten US-amerikanischen Dramatikers irischer Abstammung Eugene O’Neill.
Auf der Suche nach den unveröffentlichten Kapiteln seines Romans Erhörte Gebete entdeckten Anuschka Roshani und ihr Mann, der Kein-&-Aber-Verleger Peter Haag, im Sommer 2014 in Capotes Nachlass in der New York Public Library ein Dutzend Gedichte und 20 Geschichten, die er im Alter zwischen 14 und 17 Jahren geschrieben hatte, die meisten davon noch unveröffentlicht. Unter dem Titel einer der Erzählungen, Wo die Welt anfängt, erschienen die Texte 2015 auf Deutsch. Geplant war auch eine englische Ausgabe.
Die Asche des Schriftstellers, verwahrt in einem Holzkästchen, wurde im September 2016 in Los Angeles versteigert und erzielte einen Preis von 45.000 Dollar, der fast das Zehnfache des ursprünglichen Schätzwertes bedeutete. Der Käufer ist nicht bekannt. Die Asche befand sich im Besitz von Joanne Carson, die 2015 kinderlos starb, in deren Haus der Schriftsteller gestorben war. Der Auktionator berief sich auf eine angebliche Aussage Carsons, „Truman wollte nicht, dass sie auf einem Regal verstaubt“.

## Filme
Nach seinen frühen literarischen Erfolgen begann Capote Drehbücher zu verfassen, darunter für die kommerziell erfolgreichen Filme Rom, Station Termini (1953), Schach dem Teufel (1953) und Schloss des Schreckens (1961), und er adaptierte eigene Stoffe wie Chrysanthemen sind wie Löwen (1967) und Trilogie (1969). Zu Klassikern der Filmgeschichte können seine Romanverfilmungen Frühstück bei Tiffany (1961) und Kaltblütig (1967) gezählt werden. 1971 entstand der Fernsehfilm Der kopflose Falke (The Headless Hawk) von Gaudenz Meili nach Truman Capote für das ZDF. Nach einem Drehbuch von Capote realisierte Tom Gries 1972 noch den Fernsehfilm Das Glashaus (The Glass House) mit Alan Alda in der Hauptrolle. 
Als Schauspieler trat Capote 1976 erstmals in der legendären Kriminalkomödie Eine Leiche zum Dessert neben Oscar-prämierten Filmstars wie Maggie Smith, Peter Sellers, Peter Falk und Alec Guinness auf, wofür er 1977 für den Golden Globe Award als Bester Nachwuchsdarsteller nominiert war. Im selben Jahr hatte er außerdem einen Cameo-Auftritt in Woody Allens Filmklassiker Der Stadtneurotiker.
Capotes Recherchearbeit für Kaltblütig beschäftigte vierzig Jahre später die beiden Regisseure Bennett Miller und Douglas McGrath. In Millers Film Capote (2005) verkörperte der Schauspieler Philip Seymour Hoffman die Rolle des Schriftstellers, wofür er 2006 den Oscar als Bester Hauptdarsteller erhielt. Catherine Keener spielte Capotes Jugendfreundin Harper Lee. In Douglas McGraths Film Kaltes Blut – Auf den Spuren von Truman Capote (2006) stellte der britische Schauspieler Toby Jones Truman Capote dar, und Sandra Bullock spielte Harper Lee.

## Werke (Auswahl)
Texte des 14- bis 17-Jährigen
- Das Grauen im Sumpf
- Miss Belle Rankin; beide in: Schülerzeitung The Green Witch, 1940 bzw. 1941; aus dem amerikanischen Englisch von Ulrich Blumenbach, in: Wochenzeitung Die Zeit, Hamburg, 2014, Nr. 42, Beilage: Zeitmagazin, S. 36 bzw. 18
- Das hier ist von Jamie
- Samstagnacht; beide aus dem amerikanischen Englisch von Ulrich Blumenbach, in: Wochenzeitung Die Zeit, Hamburg, 2014, Nr. 42, Beilage: Zeitmagazin, S. 24 bzw. 30

Artikel
- The Duke in His Domain. In: New Yorker. 1957 (Porträt über Marlon Brando).

Briefe
- Too Brief a Treat. The Letters of Truman Capote. Random House, New York 2004, ISBN 0-375-50133-9.

Erzählungen
- A Tree of Night. Penguin, Harmondsworth 1978, ISBN 0-14-002581-2, (EA New York 1949).
  - Deutsch: Baum der Nacht und andere Erzählungen. Übersetzt von Liselotte Fassbinder. Limes, Wiesbaden 1957. DNB 572821468. Erweiterte Neuübersetzung: Baum der Nacht. Alle Erzählungen. Übersetzt von Ursula-Maria Mössner, Kein & Aber, Zürich 2007, ISBN 978-3-0369-5162-1.
- House of Flowers. In: Tiffany’s. A Short Novel and Three Stories. Random House, New York 1950.[16][17]
  - Deutsch: Frühstück bei Tiffany. Ein Kurzroman und drei Erzählungen. Limes, München 1996, ISBN 3-8090-2412-0.[18]
- Local Colour. Random House, New York 1950.
  - Deutsch: Lokalkolorit. Übersetzt von Hansi Bochow-Blüthgen & Marguerite Schlüter. Limes, Wiesbaden 1960, DNB 450742687. Taschenbuchausgabe: Viele Wege führen nach Eden. dtv, München 1965, DNB 450742563.
- The Muses Are Heard. Random House, New York 1956.
  - Deutsch: Die Musen sprechen. Mit Porgy and Bess in Russland. Übersetzt von Hansi Bochow-Blüthgen. Limes, Wiesbaden 1961, DNB 450742784. Neuausgabe: Ullstein, Frankfurt am Main 1987, ISBN 3-548-40026-4.
- A Christmas Memory. One Christmas, & The Thanksgiving Visitor. Modern Library, New York 1996, ISBN 0-679-60237-2, (EA New York 1956).
  - Deutsch: Eine Weihnachts-Erinnerung. Übersetzt von Elisabeth Schnack. Limes, Wiesbaden 1984, ISBN 3-8090-2221-7, (nur diese eine Erzählung, Erstausgabe 1967).
- A House of the Heights. Little Bookroom, New York 2002, ISBN 1-892145-24-3.
  - Deutsch: Haus auf den Höhen. Ausgewählte Erzählungen. Übersetzt von Hansi Bochow-Blüthgen & Liselotte Fassbinder. Limes, Wiesbaden 1964. DNB 450742768.
- The Thanksgiving Visitor. Random House, New York 1967.
  - Deutsch: Chrysanthemen sind wie Löwen. Übersetzt von Ingeborg Müller. Limes, Wiesbaden 1970. DNB 456251944 (Illustriert von Hans Dahlem).
- The Dogs Bark. Public People and Private Places. Random House, New York 1973, ISBN 0-394-48751-6.
  - Deutsch: Wenn die Hunde bellen. Stories und Porträts. Übersetzt von Hansi Bochow-Blüthgen u. a. Limes, Wiesbaden 1974, DNB 750010533. Neuübersetzung: Die Hunde bellen. Reportagen und Porträts. Übersetzt von Marcus Irgendaay. Kein & Aber, Zürich 2017, ISBN 978-3-0369-5163-8.
- Kindergeschichten. Langen Müller, München 1976, ISBN 3-7844-1634-9, (EA Wiesbaden 1976).[19]
- Die Reise-Erzählungen. Übersetzt von Hansi Bochow-Blüthgen & Marguerite Schlüter. Limes, Wiesbaden/München 1978, ISBN 978-3-8090-2136-0. Neuausgabe: Fischer-Taschenbuchverlag, Frankfurt/M. 1980, ISBN 3-596-22234-6.
- Landschaften für Banditen. Reiseerzählungen. Ullstein, Frankfurt/M. 1989, ISBN 3-548-40076-0.
- Music for Chameleons. Vintage Books, New York 1994, ISBN 0-679-74566-1 (EA New York 1980).
  - Deutsch: Musik für Chamäleons. Übersetzt von Gisela Stege. Droemer Knaur, München 1983, ISBN 3-426-01041-0, (EA München 1981).
- Die Stimme aus der Wolke. Stories und Porträts. Rowohlt, Reinbek 1996, ISBN 3-499-22012-1, (EA Berlin 1983).
- One Christmas. Random House, New York 1983, ISBN 0-394-53266-X.
  - Deutsch: Eine Weihnacht. Übersetzt von Hans Wollschläger. Knaur, München 2004, ISBN 3-426-62877-5 (EA München 1984).
- Die großen Erzählungen. Langen Müller Verlag, München 2005, ISBN 3-7844-2995-5.
- Wo die Welt anfängt. Erste Erzählungen. Übersetzt von Ulrich Blumenbach, hrsg. und mit einem Nachwort von Anuschka Roshani. Kein & Aber, Zürich 2015, ISBN 978-3-0369-5731-9.[20]

Interview
- Conversations with Capote. DaCapo Press, New York 2000, ISBN 0-306-80944-3.
  - Deutsch: Ich bin schwul, ich bin süchtig, ich bin ein Genie. Ein intimes Gespräch mit Lawrence Grobel. Übersetzt von Thomas Lindquist. Diogenes, Zürich 2006, ISBN 3-257-21606-8, (EA Zürich 1986).

Romane
- Other Voices, Other Rooms. Vintage Books, New York 1994, ISBN 0-679-74564-5, (EA New York 1948).
  - Deutsch: Andere Stimmen, andere Räume. Kein & Aber, Zürich 2006, ISBN 3-0369-5158-X, (EA Wien 1950).
- The Grass Harp. Penguin, Harmondsworth 1985, ISBN 0-14-002563-4, (EA New York 1951).
  - Deutsch: Die Grasharfe. Suhrkamp, Frankfurt/M. 2007, ISBN 978-3-518-45929-4, (EA Berlin 1952).
- Breakfast at Tiffany’s. Penguin, London 2011, ISBN 978-0-241-95145-3, (EA New York 1958).
  - Deutsch: Frühstück bei Tiffany. Limes, Wiesbaden 1959.
  - Hörbuch: Frühstück bei Tiffany. Roof Music, Bochum 2004, ISBN 3-936186-58-8, (3 CDs, gelesen von Ingrid Andree).
- In Cold Blood. Penguin Books, London 1998, ISBN 0-14-027418-9, (EA New York 1966).
  - Deutsch: Kaltblütig. Wahrheitsgemäßer Bericht über einen mehrfachen Mord und seine Folgen. Übersetzt von Kurt H. Hansen. Weltbild, Augsburg 2005, ISBN 3-89897-106-6, (EA Wiesbaden 1966).
- Answered Prayers. The Unfinished Novel. Vintage Books, New York 1994, ISBN 0-679-75182-3, (EA New York 1987).
  - Deutsch: Erhörte Gebete. Übersetzt von Heidi Zerning. Kein & Aber, Zürich 2007, ISBN 978-3-0369-5164-5, (EA Wiesbaden 1987).
- I Remember Grandpa. Peachtree Publ., Atlanta, Ga. 1987, ISBN 0-934601-22-4.
  - deutsche Übersetzung: Das Geheimnis. Übersetzt von Maria Dessauer. Insel-Verlag, Frankfurt/M. 1993, ISBN 3-458-19111-9, (EA Frankfurt/M. 1990).
- Summer Crossing. Penguin, London 2006, ISBN 0-14-118875-8, (EA New York 2005).[21]
  - deutsche Übersetzung: Sommerdiebe. Kein & Aber, Zürich 2006, ISBN 3-0369-5157-1.

Werkausgaben
- The Complete Stories of Truman Capote. Random House, New York 2004, ISBN 0-679-64310-9.[22]
- Gesammelte Erzählungen. Rowohlt, Reinbek 1970, ISBN 3-498-09054-2.[23]
- Truman Capote: Portraits and Observations. Essays of Truman Capote. The Modern Library, New York 2007.
- Werke. Werkausgabe in acht Bänden. Kein & Aber, Zürich 2006.

1. Sommerdiebe. 2006.
2. Andere Stimmen, andere Räume. 2006.
3. Baum der Nacht. 2007.
4. Die Grasharfe. 2006.
5. Frühstück bei Tiffany. 2006.
6. Die Hunde bellen. 2006.
7. Kaltblütig. 2006.
8. Erhörte Gebete. 2007.

## Ehrungen
- 1958: O. Henry Short Story Prize für House of Flowers.
- 1964: Mitglied der American Academy of Arts and Letters[24]

## Dokumentarfilm
- Truman Capote – Enfant terrible der amerikanischen Literatur. Dokumentarfilm, Deutschland, 2016, 52:14 Min., Buch und Regie: Adrian Stangell, Produktion: Nordend Film, NDR, arte, Erstsendung: 16. November 2016 bei arte, Inhaltsangabe von ARD.